# Индустријска зона (Ређо ди Калабрија)
Индустријска зона је насеље у Италији у округу Ређо ди Калабрија, региону Калабрија.
Према процени из 2011. у насељу је живело 14 становника. Насеље се налази на надморској висини од 123 м.